# درموسيات
الدُّرْمُوسِيَّات هي فصيلة من السرطانات وغالبًا ما يشار إليها باسم السرطانات الإسفنجية. هم سلطعون صغير أو متوسط الحجم حصلوا على اسمهم من القدرة على تشكيل إسفنجة حية في مأوى محمول لأنفسهم. يقطع السلطعون الإسفنجي جزءًا من الإسفنج ويقصه على شكله باستخدام مخالبه. الزوجان الأخيران من الأرجل أقصر من الأرجل الأخرى وينحنيان لأعلى فوق ذبل السلطعون لتثبيت الإسفنجة في مكانها. ينمو الإسفنج جنبًا إلى جنب مع السلطعون ما يوفر مأوى ثابتًا.
الأجناس:
من أجناسها:
- الدرموس